# Atletica leggera ai Giochi della V Olimpiade - Salto in alto

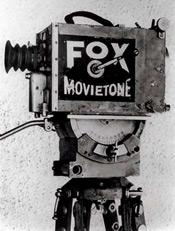
video della finale (durata: 16")

La competizione del salto in alto di atletica leggera ai Giochi della V Olimpiade si tenne i giorni 7 e 8 luglio 1912 allo Stadio Olimpico di Stoccolma.

## L'eccellenza mondiale
| Record olimpico: 1908    | 1,905      | Harry Porter  | Assente   |
| Migliore prest. europea  | 1,968 1898 | Pat Leahy     | Rit. 1904 |
| Primatista mond. stag.le | 2,00       | George Horine | Presente  |

1. ↑  Conversione metrica della misura inglese di 6 piedi e 3 pollici.
2. ↑  Non è "primato europeo" poiché l'IAAF non era ancora nata.
3. ↑  Lehay era di nazionalità irlandese; la misura è la conversione metrica di 6 piedi e 5 pollici e un quarto.

Ai Trials dell'Ovest di Palo Alto, il 18 maggio George Horine, inventore della rotazione costale del corpo sopra l'asticella, salta 6 piedi e 6 pollici e mezzo. Per l'atleta americano è solo un piccolo incremento del record nazionale (6' 4 3/4"), che già detiene.

Convertita nel sistema metrico decimale, la misura verrà registrata nell'albo del record mondiale (1913) come 2,00 m. Horine è il primo uomo a superare i 2 metri.

## Risultati

### Turno eliminatorio
Qualificazione1,83 m
Undici atleti raggiungono la misura richiesta.

| Pos. | Atleta                | Nazione       | Misura | Salti | Salti | Salti | Salti | Salti |
| Pos. | Atleta                | Nazione       | Misura | 1,60  | 1,70  | 1,75  | 1,80  | 1,83  |
| ---- | --------------------- | ------------- | ------ | ----- | ----- | ----- | ----- | ----- |
| 1    | Benjamin Howard Baker | Gran Bretagna | 1,83   | XO    | O     | O     | O     | O     |
| 1    | John Johnstone        | Stati Uniti   | 1,83   | ---   | O     | O     | XO    | XO    |
| 1    | Timothy Carroll       | Gran Bretagna | 1,83   | XO    | O     | XXO   | O     | XO    |
| 4    | Gösta Hallberg        | Svezia        | 1,75   | X--   | O     | XO    | XXX   | ---   |
| 4    | Otto Monsen           | Norvegia      | 1,75   | ---   | XO    | XO    | XXX   | ---   |
| 4    | Gerhard Meling        | Norvegia      | 1,75   | ---   | XO    | XXO   | XXX   | ---   |
| 7    | Thomas O'Donahue      | Gran Bretagna | 1,70   | ---   | O     | ---   | ---   | ---   |
| 7    | Platt Adams           | Stati Uniti   | 1,70   | O     | O     | ---   | ---   | ---   |
| 7    | Paulus af Uhr         | Svezia        | 1,70   | X--   | XO    | XXX   | ---   | ---   |
| 7    | Ragnar Mattson        | Svezia        | 1,70   | X--   | XO    | XXX   | ---   | ---   |
| 11   | Rodolfo Hammersley    | Cile          | 1,60   | O     | X--   | ---   | ---   | ---   |
| 11   | Gustaf Holmér         | Svezia        | 1,60   | O     | X--   | ---   | ---   | ---   |
| 11   | Lajos Ludinszky       | Ungheria      | 1,60   | O     | X--   | ---   | ---   | ---   |
| 11   | Michel Meerz          | Francia       | 1,60   | O     | X--   | ---   | ---   | ---   |
| 11   | Marius Delaby         | Francia       | NM     | ---   | X--   | ---   | ---   | ---   |
| 11   | Armand Estang         | Francia       | NM     | ---   | X--   | ---   | ---   | ---   |
| 11   | John Nicholson        | Stati Uniti   | NM     | ---   | XXX   | ---   | ---   | ---   |
| 11   | Angelo Tonini         | Italia        | NM     | X--   | XXX   | ---   | ---   | ---   |

| Pos. | Atleta          | Nazione     | Misura | Salti | Salti | Salti | Salti | Salti |
| Pos. | Atleta          | Nazione     | Misura | 1,60  | 1,70  | 1,75  | 1,80  | 1,83  |
| ---- | --------------- | ----------- | ------ | ----- | ----- | ----- | ----- | ----- |
| 1    | Hans Liesche    | Germania    | 1,83   | O     | O     | O     | O     | O     |
| 1    | Egon Erickson   | Stati Uniti | 1,83   | O     | O     | O     | XO    | O     |
| 1    | Harry Grumpelt  | Stati Uniti | 1,83   | O     | O     | XO    | O     | O     |
| 1    | Iván Wardener   | Ungheria    | 1,83   | O     | O     | O     | O     | O     |
| 1    | George Horine   | Stati Uniti | 1,83   | O     | O     | O     | O     | XO    |
| 6    | Jervis Burdick  | Stati Uniti | 1,80   | O     | O     | O     | XO    | XXX   |
| 7    | Richard Sjöberg | Svezia      | 1,75   | O     | O     | O     | XXX   | ---   |
| 7    | Arvo Laine      | Finlandia   | 1,75   | O     | XO    | O     | XXX   | ---   |
| 7    | Harold Enright  | Stati Uniti | 1,75   | O     | O     | XO    | XXX   | ---   |
| 7    | Otto Röhr       | Germania    | 1,75   | O     | XO    | XXO   | XXX   | ---   |

| Pos. | Atleta                 | Nazione     | Misura | Salti | Salti | Salti | Salti | Salti |
| Pos. | Atleta                 | Nazione     | Misura | 1,60  | 1,70  | 1,75  | 1,80  | 1,83  |
| ---- | ---------------------- | ----------- | ------ | ----- | ----- | ----- | ----- | ----- |
| 1    | Alma Richards          | Stati Uniti | 1,83   | O     | O     | O     | XO    | O     |
| 1    | Karl-Axel Kullerstrand | Svezia      | 1,83   | O     | O     | O     | O     | O     |
| 1    | Jim Thorpe             | Stati Uniti | 1,83   | O     | O     | XO    | O     | XXO   |
| 4    | Wesley Oler            | Stati Uniti | 1,75   | O     | O     | O     | XXX   | ---   |
| 4    | Ole Aarnæs             | Norvegia    | 1,75   | O     | XO    | XXO   | XXX   | ---   |
| 4    | André Labat            | Francia     | 1,75   | O     | XO    | XXO   | XXX   | ---   |
| 7    | Géo André              | Francia     | 1,70   | XO    | XO    | XXX   | ---   | ---   |
| 8    | Thage Brauer           | Svezia      | 1,60   | O     | X--   | ---   | ---   | ---   |
| 8    | Alfredo Pagani         | Italia      | 1,60   | O     | XXX   | ---   | ---   | ---   |

### Finale
George Horine, il favorito, fallisce inaspettatamente a quota 1,91. Rimangono in gara il tedesco Liesche, che stabilisce il proprio record personale, e l'americano Richards. A 1,93 metri prevale Richards.

Il quarto classificato, Jim Thorpe, è un multiplista. Dominerà il Pentathlon e il Decathlon.
| Pos.    | Atleta                 | Età | Nazione       | Misura | Salti | Salti | Salti | Salti | Salti | Salti | Salti | Salti | Salti | Salti |
| Pos.    | Atleta                 | Età | Nazione       | Misura | 1,60  | 1,70  | 1,75  | 1,80  | 1,83  | 1,85  | 1,87  | 1,89  | 1,91  | 1,93  |
| ------- | ---------------------- | --- | ------------- | ------ | ----- | ----- | ----- | ----- | ----- | ----- | ----- | ----- | ----- | ----- |
| Oro     | Alma Richards          | 22  | Stati Uniti   | 1,93   | O     | O     | O     | XO    | XXO   | O     | XXO   | XXO   | XXO   | O     |
| Argento | Hans Liesche           | 21  | Germania      | 1,91   | O     | O     | O     | O     | O     | O     | O     | XO    | XO    | XXX   |
| Bronzo  | George Horine          | 22  | Stati Uniti   | 1,89   | O     | O     | O     | O     | XO    | O     | O     | XO    | XXX   | ---   |
| 4       | Egon Erickson          |     | Stati Uniti   | 1,87   | O     | O     | O     | O     | O     | XO    | XO    | XXX   | ---   | ---   |
| 4       | Jim Thorpe             | 25  | Stati Uniti   | 1,87   | XO    | O     | O     | O     | O     | O     | O     | XXX   | ---   | ---   |
| 6       | Harry Grumpelt         |     | Stati Uniti   | 1,85   | O     | O     | O     | XO    | O     | XXO   | XXX   | ---   | ---   | ---   |
| 6       | John Johnstone         |     | Stati Uniti   | 1,85   | O     | O     | O     | O     | XXO   | XO    | XXX   | ---   | ---   | ---   |
| 8       | Karl-Axel Kullerstrand |     | Svezia        | 1,83   | O     | O     | O     | XO    | O     | XXX   | ---   | ---   | ---   | ---   |
| 9       | Timothy Carroll        |     | Gran Bretagna | 1,80   | O     | O     | O     | XO    | XXX   | ---   | ---   | ---   | ---   | ---   |
| 9       | Iván Wardener          |     | Ungheria      | 1,80   | O     | O     | O     | XO    | XXX   | ---   | ---   | ---   | ---   | ---   |
| 11      | Benjamin H. Baker      |     | Gran Bretagna | 1,75   | O     | O     | O     | XXX   | ---   | ---   | ---   | ---   | ---   | ---   |

Nonostante la magra prestazione a Stoccolma, lo stile inventato da Horine dominerà il salto in alto per 20-25 anni.